# Assassin's Creed Mirage
Assassin's Creed Mirage es un videojuego de acción y aventura de mundo abierto y sigilo en tercera persona desarrollado por Ubisoft Bordeaux y publicado por Ubisoft. Es la decimotercera entrega principal de la serie Assassin's Creed y el sucesor de Assassin's Creed Valhalla (2020). Ambientada en el Bagdad del siglo IX, durante la Edad de Oro islámica, en particular durante la Anarquía de Samarra, la historia sigue a Basim Ibn Ishaq, un ladrón callejero que se une a los Ocultos para luchar por la paz y la libertad contra la Orden de los Antiguos, quienes anhelan la paz mediante el control. La narrativa principal se centra en la lucha interna de Basim entre sus deberes como Oculto y su deseo de descubrir su misterioso pasado.
Originalmente concebido como una expansión para Valhalla, el juego se convirtió en un título independiente para ampliar su alcance. La filosofía de diseño detrás de Mirage, el primer juego desarrollado principalmente por Ubisoft Bordeaux, anteriormente solo un estudio de soporte, fue volver a las raíces de la serie centrándose en el sigilo, el parkour y los asesinatos sobre los elementos de juego de rol que aparecen en gran medida en las últimas entregas. Como resultado, el juego es mucho más pequeño en escala que sus predecesores y combina elementos introducidos en ellos con los que se encuentran en entregas anteriores de la franquicia.
Mirage fue lanzado para las plataformas Windows, PlayStation 4, PlayStation 5, Xbox One, Xbox Series X y Series S el 5 de octubre de 2023, y para iOS en iPhone 15 Pro y iPadOS en modelos de iPad el 6 de junio de 2024. Tras su lanzamiento, el juego recibió críticas generalmente positivas de los críticos, que elogiaron su diseño mundial, su enfoque en el sigilo y el regreso a la forma de la franquicia, aunque algunos criticaron el personajes y la dependencia de la historia de entregas anteriores de la serie. El sucesor de Mirage, Assassin's Creed Shadows, ambientado en Japón durante el período Sengoku y que regresa al estilo de juego de rol de entregas anteriores, se lanzó el 20 de marzo de 2025

## Jugabilidad
Mirage es un videojuego de acción y aventura y sigilo intentando emular las primeras entregas de Assassin's Creed, siendo más lineal y enfocado en la historia, reduciendo elementos de rol presentes en sus últimas entregas. El juego se desarrolla principalmente en la ciudad de Bagdad, dividida en cuatro distritos, pero también con Alamut, sede principal y fortaleza de los Ocultos. El parkour, el combate cuerpo a cuerpo y el sigilo vuelven a ser los elementos centrales del juego. En Mirage vuelven las misiones caja negra (Black Box) de Assassin's Creed Unity y Assassin's Creed Syndicate, en donde los jugadores tendrán que explorar el entorno y encontrar diferentes formas para eliminar a sus objetivos. Como miembro de los Ocultos, Basim tiene un gran arsenal de armas y herramientas a su disposición, incluida la característica hoja oculta y bombas de humo.

## Sinopsis
Décadas antes de los sucesos ocurridos en Assassin's Creed Valhalla, Mirage es una "historia de superación" que sigue a Basim Ibn Ishaq (Lee Majdoub), un ladrón callejero, el cual aprenderá a pelear por una causa más grande tras convertirse en uno de los Ocultos. Roshan (Shohreh Aghdashloo) será la encargada de darle tutelaje como su mentora.

### Argumento
Después de los eventos de Assassin's Creed Valhalla: The Last Chapter, los Asesinos de hoy en día usan una muestra de sangre proporcionada por Basim Ibn Ishaq para revivir sus recuerdos durante la era del Califato Abasí.
En el año 861 d. C., Basim es un joven ladrón callejero que vive en Anbar con su amiga y compañera de la infancia, Nehal. Durante toda su vida, Basim ha sido perseguido por visiones de un genio monstruoso, con el que Nehal le había estado ayudando a lidiar. Aunque es un simple ladrón, Basim tiene mayores aspiraciones e intenta unirse a los Ocultos, pero es rechazado rotundamente por la Oculta de mayor rango estacionada en Anbar, Roshan bint-La'Ahad. En un esfuerzo por demostrar su valía, Basim se cuela en el palacio del califa para robar un cofre buscado tanto por los Ocultos como por la Orden de los Antiguos. Basim recupera un artefacto en forma de disco del cofre, que muestra un mensaje holográfico, antes de ser confrontado por el califa, al-Mutawakkil. Nehal mata al califa para salvar a Basim y ambos huyen del palacio.
En represalia por el asesinato del califa, los guardias comienzan a masacrar a todos los ladrones de Anbar, incluidos muchos de los amigos de Basim, y él culpa airadamente a Nehal antes de separarse. Ahora huyendo, Basim logra escapar de la ciudad con la ayuda de Roshan, y ella lo lleva a la fortaleza de la montaña de los Ocultos en Alamut. Durante los siguientes años, Basim entrena bajo las órdenes de Roshan y finalmente es iniciado en los Ocultos. Cuando su mentor, Rayhan, se entera de la rápida expansión de la influencia de la Orden en Bagdad, decide enviar un contingente de Ocultos a la ciudad para investigar, liderados por Basim y Roshan.
Al llegar a Bagdad, Basim se entera de que los cinco miembros de la Orden se han infiltrado en los niveles más altos de poder del Califato lo están explotando para excavar o reconstruir antiguos artefactos Isu. Procede a cazar a cuatro de los miembros de la Orden, asesinándolos a ellos y a sus subordinados y frustrando sus respectivos complots. Durante este tiempo, Basim se reúne con Nehal, quien desconfía de los Ocultos y anima a Basim a investigar los artefactos que la Orden está buscando, creyendo que ambos están vinculados de alguna manera a ellos. Eventualmente, Basim se enfrenta a la lideresa de la Orden, Qabiha, quien afirma que las respuestas que busca se encuentran en un templo Isu debajo de Alamut. Qabiha luego intenta convencer a Basim de que la acompañe al templo, pero es asesinada por Roshan, quien le advierte a Basim que no investigue más.
Desobedeciendo a Roshan, Basim viaja a Alamut con Nehal, solo para encontrar la fortaleza sitiada por las fuerzas de la Orden. Basim rescata a muchos Ocultos capturados y los reúne para luchar contra el ataque mientras se dirige al templo después de convencer a Rayhan de que el poder que tiene en su interior podría usarse para derrotar a la Orden para siempre. Sin embargo, se enfrenta a Roshan, quien revela que es consciente de la verdadera naturaleza de Basim e intenta evitar que entre en el templo, temiendo lo que pueda despertar dentro de Basim. Basim derrota a Roshan, pero le perdona la vida y entra en el templo con Nehal. En el interior, encuentra más artefactos en forma de disco y descubre que el templo solía ser una prisión donde el Isu Loki fue retenido en algún momento antes de escapar. Basim también se da cuenta de que Nehal nunca existió; tanto ella como el genio eran, de hecho, representaciones de sus recuerdos reprimidos como Loki. Decidiendo abrazar su naturaleza como la reencarnación de Loki, Basim se "fusiona" con Nehal y recupera sus recuerdos.
Al salir del templo, Basim es bienvenido de nuevo en los Ocultos, lo que hace que Roshan renuncie en protesta. Ahora plenamente consciente de su vida pasada como Loki, Basim reflexiona que ha renacido en un nuevo mundo y espera una "reunión con los responsables de su encarcelamiento".

## Desarrollo
Mirage es considerado como un Assassin's Creed "más pequeño", la duración del juego sería de 15-20 horas, parecida a los juegos más antiguos de la saga. Fue diseñado con motivo de conmemorar el 15.º aniversario de la serie, el equipo de desarrollo utilizó la tecnología creada de Assassin's Creed Valhalla para crear un juego que rinda homenaje al original. El juego también presenta nuevas animaciones de parkour, permitiendo a Basim recorrer la ciudad de Bagdad de diversas formas. [cita requerida]
Antes del anuncio del juego por Ubisoft Forward el 10 de septiembre de 2022, ya se habían filtrado detalles sobre esta entrega, bajo el nombre en clave Rift, se reveló además que el juego comenzó como una expansión para Valhalla antes de convertirse en un lanzamiento independiente.

## Lanzamiento
Assassin's Creed Mirage se lanzó el 5 de octubre de 2023 para Microsoft Windows, PlayStation 4, PlayStation 5, Xbox One, Xbox Series X/S y Amazon Luna. Poco después de haber sido anunciado, el juego recibió una calificación de "Solo para adultos" (AO) de la Junta de calificación de software de entretenimiento, limitado así los puntos de venta en los que podría distribuirse en los Estados Unidos, en donde una de las razones para esta medida fue la que el juego contenía "apuestas reales". Ubisoft ratificó rápidamente, afirmando que el juego aún no había sido calificado y que "no habrá apuestas reales ni cajas de botín en el juego".